# Jiří Tichý
Pour les articles homonymes, voir Tichý.
Jiří Tichý, né le 6 décembre 1933 à Jeneč (anciennement en Tchécoslovaquie, désormais en Tchéquie) et mort le 26 août 2016 à Podivín (République tchèque), est un footballeur tchécoslovaque. Il jouait au poste d'arrière droit ou gauche et de défenseur central.
Il joua au ČH Bratislava de 1954 à 1963 et au Sparta Prague de 1963 à 1969 en Tchécoslovaquie. Il porta 19 fois les couleurs de la sélection nationale avec laquelle il arrive en finale de la Coupe du monde de football de 1962 et remporte le Championnat d'Europe de football 1976.

## Carrière de joueur

### Tichý au ČH Bratislava (1954-1963)
Il fait ses débuts au haut-niveau lors de la saison 1954 du championnat de Tchécoslovaquie sous les couleurs du ČH Bratislava. De 1954 à 1958, lui et son équipe réalisent de bonnes performances, finissant souvent dans la première moitié de tableau en championnat.

Dans le 11 de départ aligné par Rudolf Vytlačil en finale de la Coupe du monde de football de 1962, Tichý est positionné arrière gauche.

Il est appelé par Rudolf Vytlačil pour la première fois en équipe de Tchécoslovaquie le 27 octobre 1957 contre l'équipe de RDA en match de qualifications pour la coupe du monde. Les Tchécoslovaques l'emportent 4 - 1 malheureusement pour Tichý, il n'est pas retenu pour la Coupe du monde de football de 1958.
En 1959, il remporte son premier titre : le championnat de Tchécoslovaquie, le premier de l'histoire du ČH Bratislava grâce à une équipe composée de nombreux internationaux (outre Tichý, Titus Buberník, Milan Dolinský, Kazimír Gajdoš, Ladislav Kačáni, Pavol Molnár, Gustáv Mráz et Adolf Scherer). Cette victoire ouvre à lui et son équipe les portes de l'Europe. Il participe à la Coupe des clubs champions européens 1959-1960. Au Tour préliminaire, les Slovaques éliminent le FC Porto par 4 buts à 1. Ils affrontent les Glasgow Rangers au premier tour. À Glasgow, son équipe est défaite 4 buts à 3. Au match retour, Tichý marque et malgré l'expulsion d'un Écossais, l'équipe fait match nul 1 - 1 et le ČH Bratislava est éliminé de la compétition.
À la même période, il qualifie l'équipe nationale pour le premier championnat d'Europe de l'histoire et il remporte la coupe internationale 1955-1960 grâce à une victoire décisive sur l'Italie. Sélectionné pour l'Euro, la Tchécoslovaquie finit à la troisième place mais Tichý ne participe à aucun match.
De 1960 à 1963, le ČH Bratislava fait bonne figure en championnat terminant toujours entre la 5e et la 2e place sans jamais réitérer l'exploit de 1959. Devenu un club de premier plan en Tchécoslovaquie, le club participe à la Coupe Mitropa 1960 où il est battu par les Hongrois du Tatabányai Bányász. Lors de la Coppa Mitropa 1961 (it), lui et son équipe sont éliminés en phase de groupe au profit d'autres Tchécoslovaques le Slovan Nitra. Il faut attendre 1963 et la International football cup pour que le ČH Bratislava connaisse son premier succès international. L'équipe de Tichý sort premier de son groupe et élimine l'Újpesti Dózsa puis le Tatabányai Bányász qui lui avait fait défaut en 1960. Finalement, l'équipe bat en finale le Calcio Padoue 1 - 0.
En 1961, il qualifie de nouveau son équipe pour la Coupe du monde grâce à une victoire après prolongations 4 - 2 face à l'équipe d'Écosse lors de laquelle Tichý porte le brassard de capitaine. En 1962, au Chili, la Coupe du monde débute et Tichý n'est pas titularisé. Sans lui, ses coéquipiers se hissent, 28 ans après celle disputée contre l'Italie, en finale de la coupe du monde. Jusqu'alors préservé, il est titulaire face au Brésil, orphelin de leur meilleur joueur Pelé. Le Brésil est favori de cette finale mais plus tôt dans la compétition, ces 2 équipes ce sont quittés sur un match nul. Josef Masopust ouvre le score pour la Tchécoslovaquie à la 15e minute, Amarildo égalise 2 minutes plus tard, puis Zito et Vavá en 2e mi-temps privent Tichý de la Coupe du monde. Ce fut, sans doute, le match le plus important de sa carrière. Cinq mois plus tard les Tchécoslovaques sont éliminés lors des qualifications à l'Euro 1964 par la RDA.

### Tichý au Sparta Prague (1963-1969)
En 1963, Tichý aspire à de plus grandes ambitions et signe au Spartak Prague Sokolovo. Forte de l'arrivée du nouveau joueur, le Spartak remporte la coupe de Tchécoslovaquie dès 1964 face aux Slovaques du VSS Košice. La même année, il gagne la Coupe Mitropa en battant le MTK Budapest, le Bologne FC et en finale le Slovan Bratislava.
Tichý connaît ses dernières sélections en 1964, pour des matchs amicaux lors desquels il n'est plus forcément titulaire. De plus, il est déplacé sur le côté droit ou en défense centrale, Jan Lála lui est préféré au poste d'arrière gauche. Son dernier match en sélection sera face à la Pologne.
La saison suivante, il remporte le championnat de Tchécoslovaquie. Le club participe à la prestigieuse coupe d'Europe des vainqueurs de coupe. Le Spartak inflige une lourde défaite aux Chypriotes de l'Anorthosis Famagouste 16 - 0 en cumulant les deux matches. En huitièmes de finale, l'équipe est éliminée par West Ham qui remportera la compétition. Parallèlement, l'équipe dispute la Coupe Mitropa. Elle perd en demi-finales contre le Vasas SC et remporte le match pour la troisième place contre le Rapid Vienne. Le Spartak Prague Sokolovo prend alors le nom plus connu aujourd'hui de Sparta Prague.
Lors de la saison 1965-1966, le Sparta finit vice-champion en championnat. Pour la deuxième fois, Tichý participe à la Coupe des clubs champions. Le Sparta gagne sa confrontation avec les Suisses Lausanne-Sport et avec les Polonais du Górnik Zabrze. L'équipe affronte le FK Partizan Belgrade en quarts de finale. Au match aller, Tichý et ses coéquipiers gagnent avec une large avance 4 - 1. Mais à Belgrade, ils sont défaits 5 - 0 par les Yougoslaves et sont éliminés.
La saison suivante, le Sparta Prague gagne de nouveau le championnat et perdent en finale de la Coupe de Tchécoslovaquie contre le Spartak Trnava. Cette année c'est la coupe des villes de foires que Tichý dispute. C'est un échec puisque le club échoue dès son entrée en lice contre le Bologne FC.
La saison 1967-1968 est une désillusion en championnat, le Sparta termine 7e derrière son ancienne équipe : le FK Inter Bratislava. En Europe, Tichý joue pour la troisième fois une Coupe des clubs champions. Le club bat successivement les Norvégiens du Skeid Fotball et les Belges d'Anderlecht. Comme 8 ans auparavant, Tichý s'arrête à ce stade de la compétition, le Sparta perd 4 - 2 contre le Real Madrid.
Pour sa dernière saison, Tichý finit 3e du championnat. En 1969, il met un terme à sa carrière à cause d'arthrite à la cheville,.

## Palmarès

### Équipe de Tchécoslovaquie
Il est sélectionné à 19 reprises en Équipe de Tchécoslovaquie de 1957 à 1964. Il fait partie de l'effectif 3e de l'Euro 1960. Il participe à la finale de la Coupe du monde de 1962. Il compte également à son palmarès la Coupe internationale 1955-1960.

### En club
Avec le ČH Bratislava, sur le plan national, il remporte le Championnat de Tchécoslovaquie 1959 et fini vice-champion en 1961 de plus sur le plan international il gagne l'International football cup 1962-1963.
Au Sparta Prague, il est 2 fois champions : en 1965 et 1967, et finit une fois vice-champion en 1966. Il remporte également la Coupe de Tchécoslovaquie de 1964 et atteint la finale en 1967. En Europe, il gagne la Coupe Mitropa en 1964 et finit 3e en 1965.

## Statistiques
| Matchs en sélection de Jiří Tichý | Matchs en sélection de Jiří Tichý | Matchs en sélection de Jiří Tichý             | Matchs en sélection de Jiří Tichý | Matchs en sélection de Jiří Tichý | Matchs en sélection de Jiří Tichý               | Matchs en sélection de Jiří Tichý       |
|                                   | Date                              | Lieu                                          | Adversaire                        | Résultat                          | Compétition                                     | Remplacement                            |
| --------------------------------- | --------------------------------- | --------------------------------------------- | --------------------------------- | --------------------------------- | ----------------------------------------------- | --------------------------------------- |
| 1                                 | 27/10/1957                        | Zentralstadion, Leipzig, RDA                  | Allemagne de l'Est                | 1 - 4                             | Qualifications Coupe du monde 1958              |                                         |
| 2                                 | 12/10/1958                        | Stade Městský, Ostrava, Tchécoslovaquie       | Bulgarie                          | 0 - 1                             | Match amical                                    |                                         |
| 3                                 | 05/04/1959                        | Dalymount Park, Dublin, Irlande               | République d'Irlande              | 2 - 0                             | Qualifications Euro 1960                        |                                         |
| 4                                 | 10/05/1959                        | Tehelné Pole, Bratislava, Tchécoslovaquie     | République d'Irlande              | 4 - 0                             | Qualifications Euro 1960                        |                                         |
| 5                                 | 23/09/1959                        | Idrætsparken (en), Copenhague, Danemark       | Danemark                          | 2 - 2                             | Qualifications Euro 1960                        |                                         |
| 6                                 | 18/10/1959                        | Za Lužánkami, Brno, Tchécoslovaquie           | Danemark                          | 5 - 1                             | Qualifications Euro 1960                        |                                         |
| 7                                 | 01/11/1959                        | Stade de Strahov, Prague, Tchécoslovaquie     | Italie                            | 2 - 1                             | Coupe internationale 1955-1960                  |                                         |
| 8                                 | 14/05/1961                        | Tehelné Pole, Bratislava, Tchécoslovaquie     | Écosse                            | 4 - 0                             | Qualifications Coupe du monde 1962              |                                         |
| 9                                 | 08/10/1961                        | Dalymount Park, Dublin, Irlande               | République d'Irlande              | 1 - 3                             | Qualifications Coupe du monde 1962              |                                         |
| 10                                | 29/10/1961                        | Stade de Strahov, Prague, Tchécoslovaquie     | République d'Irlande              | 7 - 1                             | Qualifications Coupe du monde 1962              |                                         |
| 11                                | 29/11/1961                        | Stade du Heysel, Bruxelles, Belgique          | Écosse                            | 4 - 2 a.p.                        | Qualifications Coupe du monde 1962              |                                         |
| 12                                | 07/04/1962                        | Gamla Ullevi, Göteborg, Suède                 | Suède                             | 3 - 1                             | Match amical                                    | Remplace Jiří Hledík à la 46e           |
| 13                                | 22/04/1962                        | Stade de Strahov, Prague, Tchécoslovaquie     | Uruguay                           | 3 - 1                             | Match amical                                    |                                         |
| 14                                | 17/06/1962                        | Estadio Nacional de Chile, Santiago, Chili    | Brésil                            | 3 - 1                             | Finale de la Coupe du monde de football de 1962 |                                         |
| 15                                | 21/11/1962                        | Walter-Ulbricht Stadion, Berlin, RDA          | Allemagne de l'Est                | 2 - 1                             | Qualifications Euro 1964                        |                                         |
| 16                                | 24/04/1963                        | Stade du Prater, Vienne, Autriche             | Autriche                          | 3 - 1                             | Match amical                                    |                                         |
| 17                                | 28/04/1963                        | Stade national Vassil Levski, Sofia, Bulgarie | Bulgarie                          | 1 - 0                             | Match amical                                    |                                         |
| 18                                | 29/04/1964                        | Südweststadion, Ludwigshafen, RFA             | Allemagne de l'Ouest              | 3 - 4                             | Match amical                                    | Remplace Jozef Bomba à la 40e           |
| 19                                | 13/09/1964                        | Stade du 10e anniversaire, Varsovie, Pologne  | Pologne                           | 2 - 1                             | Match amical                                    | Remplace Miroslav Pohuněk (cs) à la 78e |